# Rdečenoga postovka
Rdečenoga postovka (znanstveno ime Falco vespertinus) je ptič iz družine sokolov.

## Opis
Ta majhen sokol je v letu podoben škrjančarju, vendar ima od njega daljši rep in pogosto visi v zraku kot navadna postovka. Samec je skoraj v celoti temno sive barve, le preje na nogah in pred repom ima rdeče-rjave barve. Samica je po zgornji strani pepelnato siva s temnejšimi progami, po spodnji pa bolj rdeče-rjava z manj opaznimi progami. Povprečna telesna dolžina te ptice je okoli 30 cm, povprečen razpon peruti pa je okoli 70 cm.

## Razširjenost
Rdečenoga postovka je razširjena od jugovzhodne Evrope pa vse do Mandžurije na vzhodu. Prezimuje v Afriki. Je družabna ptica, ki se zadržuje v odprti pokrajini z redkim drevjem, pogosto pa tudi v bližini naselij, kjer se hrani pretežno z žuželkami in majhnimi glodavci, redkeje pa tudi s ptičjimi mladiči.
Gnezdi maja in junija v gnezdih na drevesih.